# 狭裂太行铁线莲
狭裂太行铁线莲（学名：Clematis kirilowii var. chanetii）为毛茛科铁线莲属下的一个变种。

## 扩展阅读
- 維基物種上的相關：狭裂太行铁线莲